# Hermes (ruimteveer)

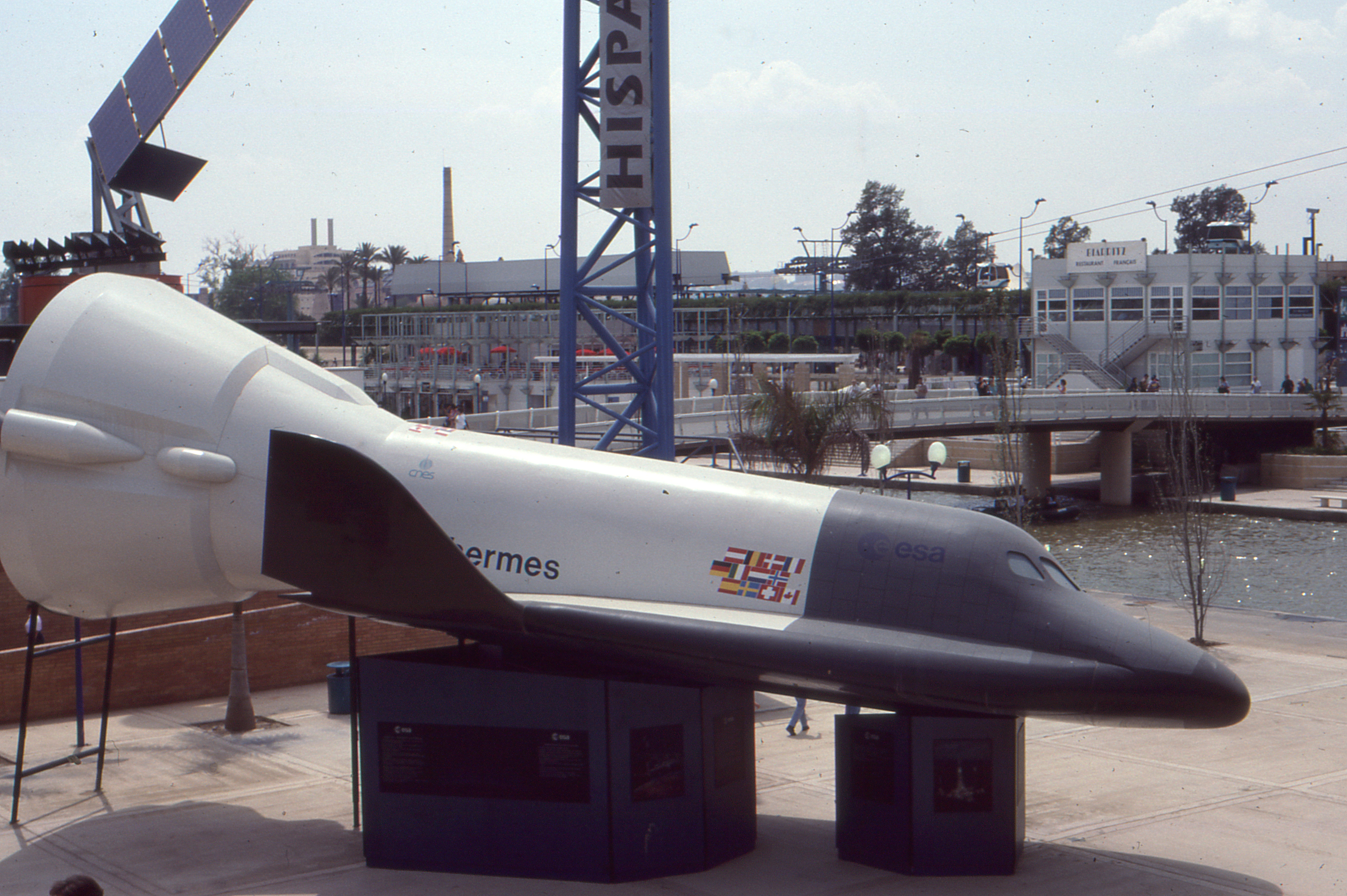
Een mock-up van de Hermes op de wereldtentoonstelling van Sevilla in 1992

De Hermes was een Europees ruimteveer, bedoeld om Europa een onafhankelijk bemand ruimtevaartprogramma te geven. De ontwikkeling ervan begon officieel in 1987 maar werd in 1993 geannuleerd toen de geschatte kosten om het project af te werken te groot werden. Tot nu toe kan het Europese ruimtevaartagentschap ESA zijn astronauten alleen met Russische of Amerikaanse (commerciële) ruimteschepen laten meevliegen.
De ontwikkeling van de Ariane 5-draagraket die de Hermes naar de ruimte had moeten brengen, is wel doorgegaan, maar Ariane 5 is omgevormd tot een commerciële raket die zware satellieten in een geostationaire baan kan brengen.

## Geschiedenis

### Frans project
De Hermes begon in 1978 als een Frans project, en werd ontworpen als een minishuttle, die gelanceerd kon worden op een Arianeraket. De eerste Ariane werd in 1979 gelanceerd. In 1984 lagen er ontwerpen op tafel voor een klein ruimteveer, dat vier tot zes astronauten en 4500 kg lading kon meevoeren. De Hermes was nu te zwaar geworden voor de toenmalige Arianes 1, 2 en 3 en de nog geplande Arianes 4 en 5.
Daarom werd het ontwerp voor de Ariane 5, een Ariane 4 met een nieuwe bovenste trap, grondig aangepast om een lading van 15 ton te kunnen vervoeren, genoeg voor de Hermes en de toekomstige zware communicatiesatellieten van de jaren 90.

### Europees project
Toen de ontwikkelingskosten voor de Hermes te hoog werden, vroeg Frankrijk steun aan andere Europese landen, vooral Duitsland. In oktober 1985 gaf het Franse ruimtevaartagentschap CNES het primaire contract voor de Hermes aan Aérospatiale. Dassault-Breguet, dat aanvankelijk ook kans maakte op dit contract, zou nu alleen verantwoordelijk zijn voor het aerodynamisch ontwerp. CNES schatte de kost van het hele programma op 1,9 miljard dollar, waarvan 1,1 miljard voor de ontwikkeling en bouw van twee ruimteveren.
Toen de ESA zijn voorafgaande studie "Fase B2" in mei 1986 startte, werden de kosten van de Hermes geschat op 1,5 miljard dollar plus 1,9 miljard dollar voor de Ariane 5-raket. De Franse regering kondigde aan dat ze 45% van de kosten zou betalen, de Duitse regering nam 30% op zich.

### Fase 1
Beide projecten werden in november 1987 goedgekeurd als ESA-projecten. De totale kosten van 1988 tot 2000 werden geschat op 3,36 miljard dollar voor de Ariane 5, met een eerste lancering in 1995 en nog twee kwalificatievluchten. De Hermes zou 4,25 miljard dollar kosten, waarvan twee kwalificatievluchten op een Ariane 4 vanaf 1998.
Maar het ongeluk met de Spaceshuttle Challenger in 1986 had veel invloed op het ontwerp van de Hermes. De cabine werd aangepast zodat ze kon worden afgeworpen, met als gevolg dat er maar drie astronauten vervoerd konden worden in plaats van zes, en het laadvermogen werd verminderd van 4550 kg tot 3000 kg. Een afwerpbare cabine zou de prijs nog meer doen stijgen. Daarom werd van dit idee afgestapt en werden er gewone schietstoelen ingezet die de bemanning tot op een hoogte van 22 tot 29 km konden redden. Het gewicht van het ruimteveer bij de lancering werd 21 ton en de Ariane 5 moest aangepast worden om het te kunnen dragen. De aanjaagraketten van de Ariane 5 moesten 230 ton brandstof bevatten in plaats van 190 ton, de middelste trap moest 155 ton vloeibare brandstof bevatten in plaats van 140 ton.
Deze ontwikkeling van de Hermes werd "Fase 1" genoemd. Hij duurde van maart 1988 tot februari 1990 en heeft 530 miljoen euro gekost. Laat 1990 wilde Duitsland het Hermes-project, geleid door de Fransen, verlaten, omdat de eenmaking van Duitsland veel geld kostte. Maar de Hermes zou een ruimtestation bedienen, waarvan een deel door Duitsland werd gebouwd, en als de Hermes niet voltooid kon worden, zou het ruimtestation ook geannuleerd worden. Daarom werd in december 1988 door ESA besloten om een deel van de apparatuur in een verbruikbare koppelingsmodule achteraan de Hermes onder te brengen, die zou worden afgeworpen voor de terugkeer naar de aarde. Het nieuwe ontwerp was hierdoor kleiner en lichter, maar de prijs per lancering zou hoger zijn door niet-herbruikbare delen.

### Fase 2

#### Eerste uitstel
Op het einde van Fase 1, in 1990, besloot ESA de start van Fase 2 uit te stellen tot juli 1991. De geschatte kosten van het project waren nu al 4,5 miljard dollar, Frankrijk droeg 43,5% van de kosten, Duitsland 27%, Italië 12,1% en België 5,9% en het project stelde over heel Europa 1500 mensen aan het werk. De ESA kondigde ook aan dat het beleid gereorganiseerd moest worden om het project op schema te houden. De teams van ESA en CNES zouden samensmelten, de vier grote industriële aannemers zouden ook samenwerken onder het beleid van "Euroe Hermespace" vanaf november 1990 voor de ontwikkeling en productie van het ruimteveer.
Aerospatiale en Dassault zouden via een nieuw bedrijf bijdragen, namelijk Hermespace France, waarvan Aerospatiale 51% van de aandelen zou bezitten. Hermespace France zou 51,6% van Eurospace bezitten, het Duitse DASA 33,4% en het Italiaanse Aeritalia 15%. De administratie van het bedrijf (150 personen) zou gevestigd zijn in Toulouse, Frankrijk.

#### Tweede uitstel
In 1991 werd het steeds meer duidelijk dat de Hermes en het bijhorende ruimtestation Columbus het daglicht nooit zouden zien. Het ruimteveer was nog 1,33 miljard dollar duurder geworden, vergeleken met 1989, namelijk 6,05 miljard dollar, en de ESA besloot het project twee of drie jaar uit te stellen tot 2001. De Hermes was te zwaar geworden, en de Ariane 5 nog krachtiger maken zou nog eens 666 miljoen dollar extra kosten. In november 1991 kwamen de leden van de ESA in München, Duitsland, samen. Ze stelden de moeilijke beslissingen uit omdat Duitsland, Frankrijk en Italië geen akkoord wisten te bereiken welke projecten geannuleerd moesten worden. De ESA besloot wel dat de Hermes haar eerste onbemande vlucht op zijn vroegst in 2002 zou maken, een bemande test in 2003. De totale kosten van het programma zouden al 7,663 miljard dollar bedragen plus 4,576 miljard voor haar Ariane 5-raket.

#### Beëindiging
In 1992 werd besloten de ontwerpen van de Hermes te veranderen, naar Hermes X-2000 die nog maar 1,9 tot 2,3 miljard dollar kostte. De Hermes X-2000 zou onbemand zijn en een technologiedemonstratie, mogelijk in samenwerking met Rusland, om de kosten nog 20% te verminderen.
Het geopolitieke klimaat was al enorm veranderd sinds de start van het project, doordat de Berlijnse Muur was gevallen, en daarna ook de Sovjet-Unie. Men begon ook te denken aan een internationaal ruimtestation, door de plannen voor het Amerikaanse, het nieuwe Russische ruimtestation en ook het Europese ruimtestation te combineren. Aangezien de Space Shuttle en de Sojoez voldoende waren om de bemanning van zo'n ruimtestation te onderhouden, werd de behoefte aan een eigen ruimteschip steeds kleiner.
In november 1992 kwamen de leden van ESA samen in Granada (Spanje), waar werd besloten het Hermes X-2000-project te staken en het budget van het programma voor 1993 tot 1998 van 1,8 miljard dollar te verminderen tot 405 miljoen euro. Het geld moest gebruikt worden voor een voorstudie over een Russisch-Europese Hermes, 54 miljoen dollar voor een Amerikaans-Europese "reddingssloep" voor het ISS en 112 miljoen dollar voor bemande ruimtevaart binnen ESA.
Het hele Hermes-project was dood en had in totaal 2 miljard dollar gekost.

## Kenmerken
De Hermes zou gelanceerd worden op een Ariane 5-raket en zou uit twee delen bestaan. Het eerste deel, een kegelvormige "aanhangwagen" die de Resource Module werd genoemd, zou achterblijven voor de terugkeer naar de aarde. Het tweede deel, het ruimteveer zelf, keerde na de missie zelf met de bemanning terug naar de aarde en landde als een vliegtuig.
Voor het project beëindigd werd, zou de Hermes drie astronauten kunnen vervoeren en 3000 kg vracht geplaatst in de cabine waar de astronauten leven. De missies van de Hermes zouden op een hoogte van 800 km zijn, en konden van 30 tot 90 dagen duren. Het zou aan het Amerikaanse ruimtestation Freedom, het Russische Mir en het Europese ruimtestation kunnen koppelen. Het uiteindelijke gewicht bij lancering zou 21.000 kg zijn, wat de limiet was voor de zwaarste versie van de Ariane 5.

## Heden en toekomst

### Ariane 5
Ook al heeft de Hermes veel geld gekost, de ESA plukt er vandaag indirect nog altijd de vruchten van. De Hermes was namelijk de reden voor de ontwikkeling de Ariane 5, die oorspronkelijk gepland was als een verbeterde Ariane 4, maar door de Hermes veranderde in een volledig nieuwe zware draagraket. De Ariane 5 was lange tijd de meest betrouwbare en de relatief goedkoopste manier om zware satellieten in een geostationaire baan te brengen. Ze domineerde tot circa 2015 (toen SpaceX de markt naar zich toe begon te trekken) de commerciële satellietmarkt, en is anno 2020 nog steeds een belangrijke draagraket. De Ariane 5 wordt gezien als een van Europa's paradepaardjes in de ruimtevaart. Het is de bedoeling dat de Ariane 5 na de lancering van de James Webb-ruimtetelescoop in 2023 buiten gebruik wordt gesteld wegens de voor 2022 te verwachten introductie van de Ariane 6 die voortborduurt op de technieken van de Ariane 5 maar veel goedkoper in de productie is.

### Samenwerking met Rusland

#### Kliper
De Kliper was ook een ruimteveer dat Rusland wilde bouwen ter vervanging van de oude Sojoez. Rusland had er de technologie wel voor, maar niet het budget, en wilde daarom samenwerken met ESA.
Die leek het voorstel eerst te willen aanvaarden, maar weigerde uiteindelijk omdat de leden van ESA veel moesten betalen, terwijl de belangrijkste delen in Rusland zouden worden gebouwd. Ook de ervaring met de Hermes, namelijk dat de kosten erg snel en erg hoog kunnen oplopen, was een reden voor de weigering.

#### CSTS
Een van de redenen dat de Hermes geannuleerd kon worden was dat ESA haar astronauten altijd kon laten meevliegen met de Amerikaanse Spaceshuttle. Maar in 2003 besloot de VS de Space Shuttle uit de vaart te nemen na 2010, om daarna een ruimteschip te bouwen waarmee naar de maan kan gevlogen worden.
Europa vroeg de VS of ze mochten deelnemen aan de ontwikkeling en de bouw van de Orion, maar dit werd geweigerd. Toen kwam Rusland met het voorstel om samen met de ESA een nieuwe Sojoez te bouwen die in staat zou zijn naar de maan te vliegen. ESA maakte in 2006 15 miljoen euro vrij voor voorstudies om te beoordelen of het CSTS (Crew Space Transportation System of ruimtetransportsysteem voor bemanningen) mogelijk ontwikkeld en gebouwd kon worden. De CSTS is inmiddels ook geannuleerd.